# Sentier de grande randonnée de pays Tour des Dents Blanches
Le sentier de grande randonnée de pays Tour des Dents Blanches ou GRP Tour des Dents Blanches est un itinéraire de randonnée de pays situé en France et en Suisse, dans les Alpes, dans le massif du Giffre, autour des dents Blanches.
Son tracé en boucle est commun à d'autres itinéraires de randonnée, notamment le GR 5 et le GR E2.